# Булацель, Георгий Викторович
Гео́ргий Ви́кторович Булаце́ль (1875 — 28 апреля 1918) — подполковник русской армии, военный советник в финской Красной Гвардии в Тампере в конце гражданской войны.

## До войны
Булацель родился в дворянской семье офицера в Харькове. Участвовал в русско-японской войне с 1904 по 1905. Был переведён в Финляндию до первой мировой войны. С началом войны полк Булацеля воевал против немцев на восточном фронте. Когда Булацель заболел брюшным тифом, он был переведён назад в Финляндию, где был назначен командиром вначале батальона, а позже 421-го полка.

## В финской гражданской войне
В феврале 1918 года, уже после начала Гражданской войны в Финляндии, был повышен до командира первой бригады 106 дивизии в Тампере.
В конце февраля М. Свечников отбыл в Хельсинки в качестве советника главнокомандующего Ээро Хаапалайнена. 3 (16) марта 1918 штаб красных, фактически руководимый М. Свечниковым, издаёт приказ № 15 о разделении фронтов и решительных действиях. Командующим фронтом в Западной Финляндии назначен Хуго Салмела, а его помощниками товарищи Васстейн и Булацель. Булацель планировал наступление на западном фронте и составлял первые планы обороны Тампере.
Булацель взят белыми в плен и по приговору военно-полевого суда расстрелян за «сотрудничество с красными». Та же участь постигла коменданта Тампере поручика Муханова и около 200 русских добровольцев. Этот расстрел, как многие другие после взятия Тампере, прямо противоречил отданному Маннергеймом приказу о гуманном отношении к военнопленным. Последний раз живым Булацель упоминается в тюремном списке от 28 апреля, — отмечен «переведён». В рапорте начальника 3-й военной тюрьмы Фрёдмана (A. W. Fröjdman) отмечено, что «какой-то господин из комендатуры» забрал Булацеля вечером 28 апреля в «неизвестное место». Судьба узника толком неизвестна, как и непонятна эта попытка начальника тюрьмы скрыть эту историю. Есть устная информация и описание от исследователя Раевуори (Raevuori) о том, что жена пыталась препятствовать казни и попасть на приём к Маннергейму, но ничем больше эта информация не подтверждается. По просьбе жены Зинаиды тело мужа выдано для захоронения в частной могиле. Позднее похоронен на кладбище в Тампере. 
Его сыновья 15-летний Николай Булацель и 13-летний Вольдемар Булацель, кадеты Петроградского кадетского корпуса, весной 1918 года скрывались у одной пожилой русской женщины, жившей неподалёку от Выборгского кафедрального собора. После взятия Выборга белофиннами в последние дни гражданской войны они почувствовали себя в безопасности, но началась Выборгская резня, и некий финский офицер-белогвардеец поставил их у стены и расстрелял.